# Hattfjelldal
Hattfjelldal là một đô thị ở tỉnh Nordland phía đông Na Uy. Nó là một phần của khu vực truyền thống Helgeland. Trung tâm hành chính của đô thị này là làng Hattfjelldal. Hattfjelldal đã được tách khỏi đô thị Vefsn năm 1862.
Hattfjelldal là một trong bốn thành phố ở Na Uy tham gia vào các vụ bê bối chứng khoán Terra.